# بومسلنگ
بوُمْسْلَنگ (‎/ˈboʊmslɑːŋ/‎ یا ‎/ˈbɔːmsləŋ/‎؛ Dispholidus typus)، از مار‌های زهرآگین بزرگ و نام یک گونه از تیره قمچه‌ماران است.
نام آفریقایی-آلمانی «بوم‌سلنگ» از دو واژه «بوم» به معنی درخت و «سلنگ» به معنی مار تشکیل شده است. مارهای درختی بومی و محدود به کشورهای جنوب صحرای آفریقا است.
این گونه از مارها تخم‌گذار هستند و در هر نوبت تا ۳۰ عدد تخم تولید و در تنه درختان توخالی می‌گذارند. دوره کمون تخم این مار نسبتاً طولانی (به‌طور متوسط سه ماه) است. مارهای سراز تخم درآوردهٔ نر، خاکستری با لکهٔ آبی و ماده‌ها، قهوه‌ای روشن، و طول‌شان در این هنگام حدود ۲۰ سانتی‌متر است و تهدیدی برای انسان به‌شمار نمی‌آیند.
بوم‌سلنگ‌های بالغ، روزگرد و تقریباً منحصراً درخت‌پیمایند. رژیم غذایی این مارهای سمی شامل آفتاب‌پرست، مارمولک‌ها، قورباغه‌ها و گاهی پستانداران کوچک، پرندگان و تخم آنهاست.

## نگارخانه

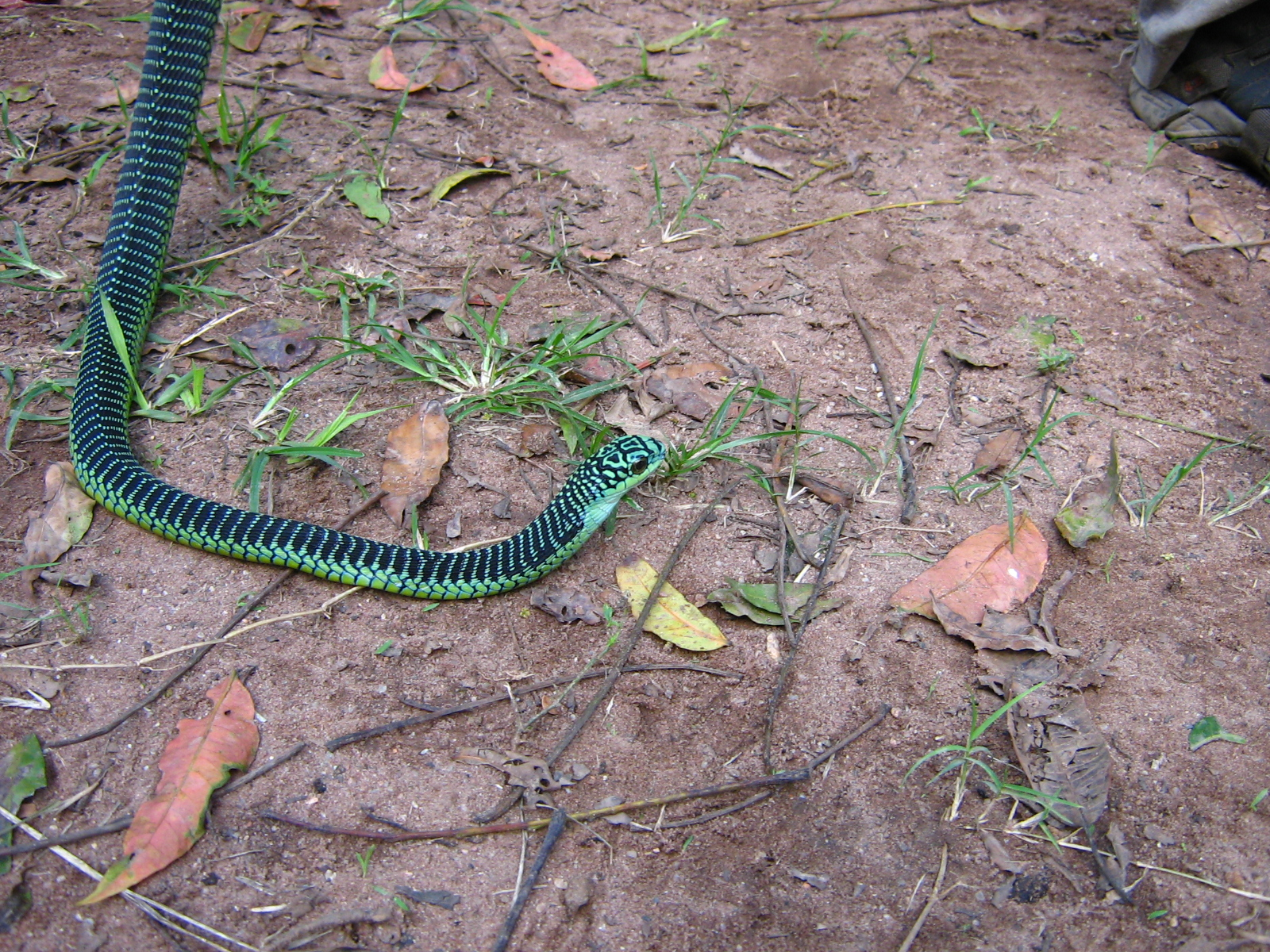
بوم‌سلنگ نر
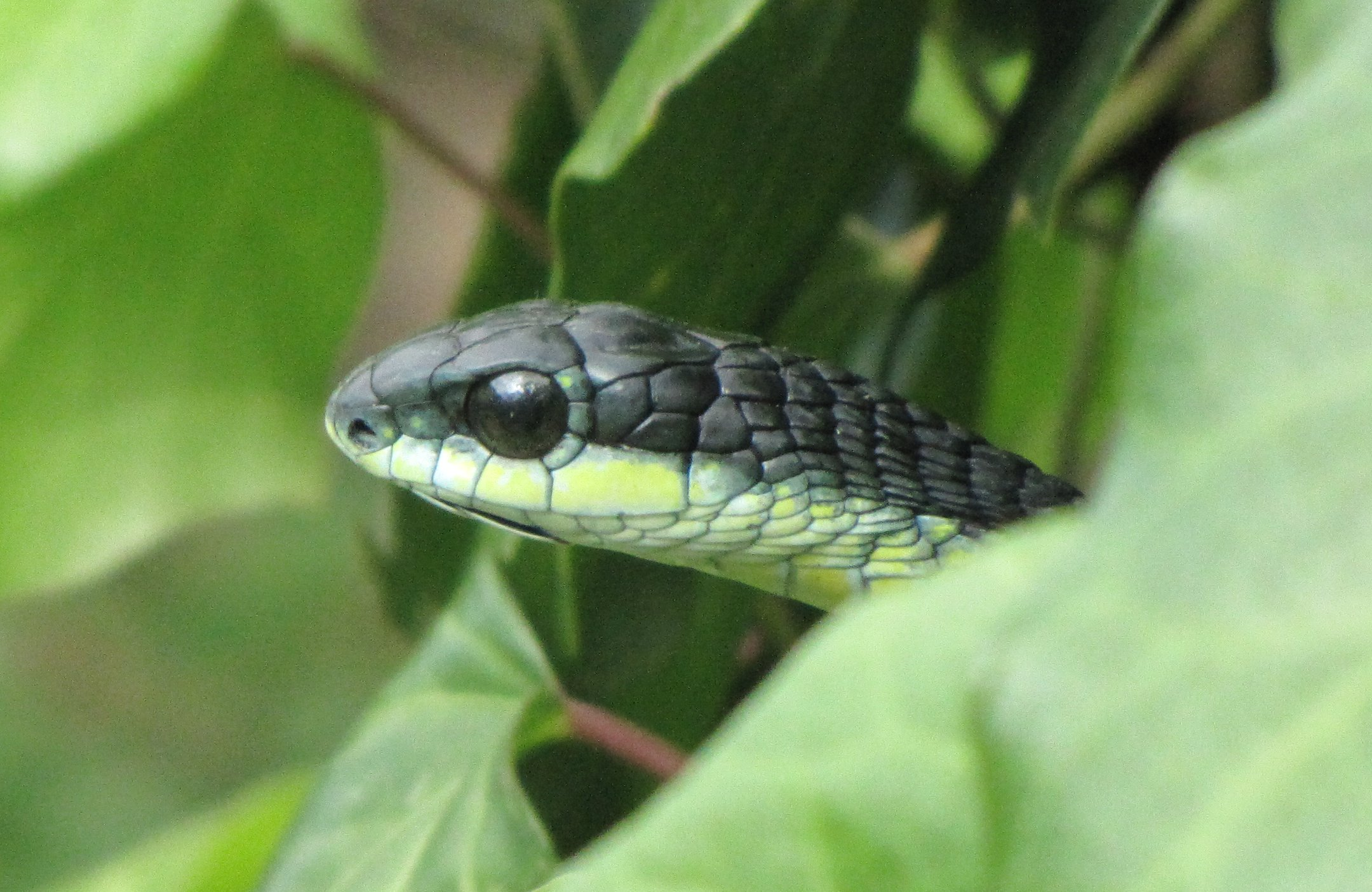
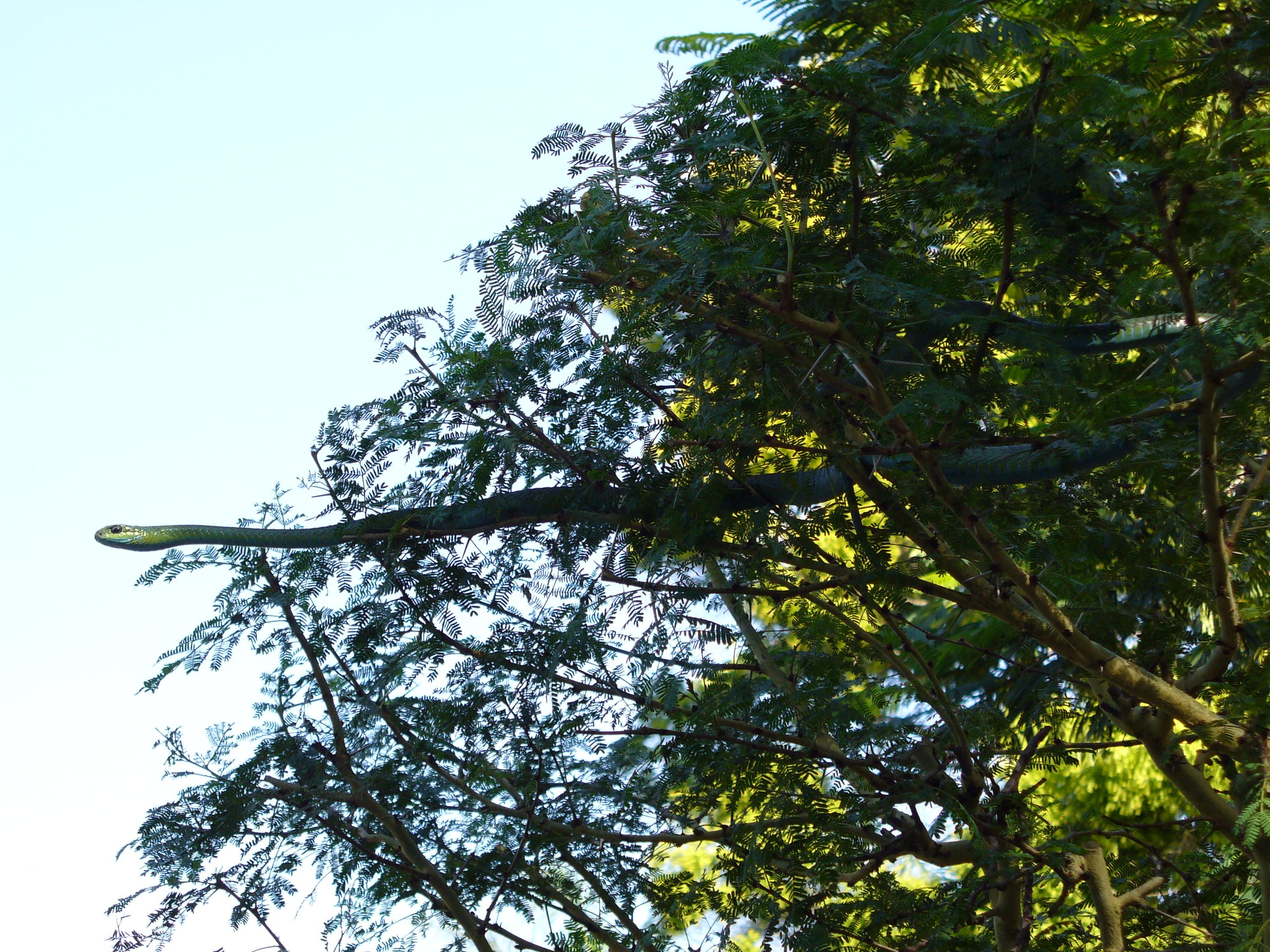
بوم‌سلنگ در زیستگاه طبیعی